# Eduardo Frei Montalva
Eduardo Nicanor Frei Montalva (Santiago, 16 de enero de 1911-Santiago, 22 de enero de 1982) fue un abogado, periodista y político demócrata cristiano chileno. Fue presidente de la República durante el período comprendido entre 1964 y 1970 —siendo el primer presidente nacido en el siglo XX— y presidente del Senado entre mayo y septiembre de 1973. Hijo de padre suizo y miembro destacado de la familia Frei.
Su primera formación fue en el Instituto de Humanidades Luis Campino, luego surgió su camino en las filas del Partido Conservador y egresó de la Pontificia Universidad Católica de Chile (PUC), fue uno de los fundadores de la Falange Nacional (FN), una escisión del conservadurismo que proponía los postulados de la Doctrina Social de la Iglesia y el humanismo cristiano. Tras participar en el gabinete ministerial como ministro de Obras Públicas del presidente radical Juan Antonio Ríos, fue elegido senador de la República entre 1949 y 1957 por las provincias de Atacama y Coquimbo, siendo reelecto para el período entre 1957 y 1965 por la provincia de Santiago.
En 1957, Frei participó en la reforma de la Falange Nacional (FN) que dio vida al Partido Demócrata Cristiano (PDC), que lo proclamó como su candidato para las elecciones presidenciales de 1958. Aunque fue derrotado por Jorge Alessandri y Salvador Allende, obtuvo un auspicioso 20,75 % que levantó sus posibilidades para las elecciones presidenciales de 1964, cuando nuevamente fue presentado como candidato. En dichas elecciones fue apoyado por sectores de centro y derecha, obteniendo el 56,08 % de los votos.
Tras el fin de su mandato, se convirtió en uno de los principales opositores del gobierno de la Unidad Popular (UP) liderada por Allende, asumiendo como presidente del Senado tras las elecciones parlamentarias de 1973, cuando ganó un escaño nuevamente por Santiago, cargo que desempeñó hasta la disolución del Congreso tras el golpe de Estado del 11 de septiembre de 1973. Durante la dictadura militar, y tras un inicial apoyo al golpe de Estado, se convirtió en una de las principales figuras de la oposición contra el régimen encabezado por Augusto Pinochet, siendo el único permitido a realizar una manifestación contraria a la aprobación de la Constitución Política de 1980.
En 1982, Frei Montalva falleció tras una cirugía digestiva por una hernia de hiato. Aunque en un inicio oficialmente su muerte se explicó como resultado de un shock séptico tras la operación, derivado de complicaciones en la misma, durante el regreso a la democracia se inició una investigación judicial, tras la cual en diciembre de 2009 se le calificó como homicidio, procesándose a seis personas como presuntos autores y partícipes de dicho delito, siendo calificado como magnicidio. En 2019 el juez Alejandro Madrid ratificó que la muerte del exmandatario fue un homicidio simple y condenó por el delito de homicidio a seis procesados. El médico Patricio Silva Garin, en su calidad de autor, fue condenado a una pena de 10 años de cárcel. El 25 de enero de 2021 la Corte de Apelaciones de Santiago decidió revocar el fallo de primera instancia dictado por Alejandro Madrid y absolver a todos los acusados, pues la cirugía que se le hizo fue necesaria y correctamente ejecutada, no existirían infracciones dolosas ni culposas a la lex artis médica.  Finalmente, el 18 de agosto de 2023 la Corte Suprema dicta una sentencia definitiva y absuelve a todos los condenados por la muerte del Presidente Frei, estableciendo que no existen antecedentes que permitan probar un homicidio y eventuales maniobras para ocultar un envenenamiento.

## Primeros años
Fue hijo de Eduardo Frei Schlinz, austríaco de origen suizo, quien llegó a Sudamérica a los 24 años, pasando desde Argentina hasta Chile, donde se casó con Victoria Montalva Martínez, con quien tuvo tres hijos: Eduardo, Arturo e Irene. Fue tío de Arturo Frei Bolívar, quien fuera diputado y senador.
A los tres años de edad, en 1914 partió con su familia a Lontué, en una de cuyas viñas contrataron al padre como contador. Nacieron sus otros dos hermanos: Arturo e Irene. En este lugar, asistió a la Escuela Pública de Lontué.
En 1919 la familia regresó a Santiago, donde continuó sus estudios primarios y secundarios en el Seminario Conciliar de Santiago. El Concilio fue cerrado después de tres años y entró en el Instituto de Humanidades Luis Campino de la Iglesia católica, en donde empezó a adquirir un gusto por la lectura y creció su fe católica.

## Ascenso en la política

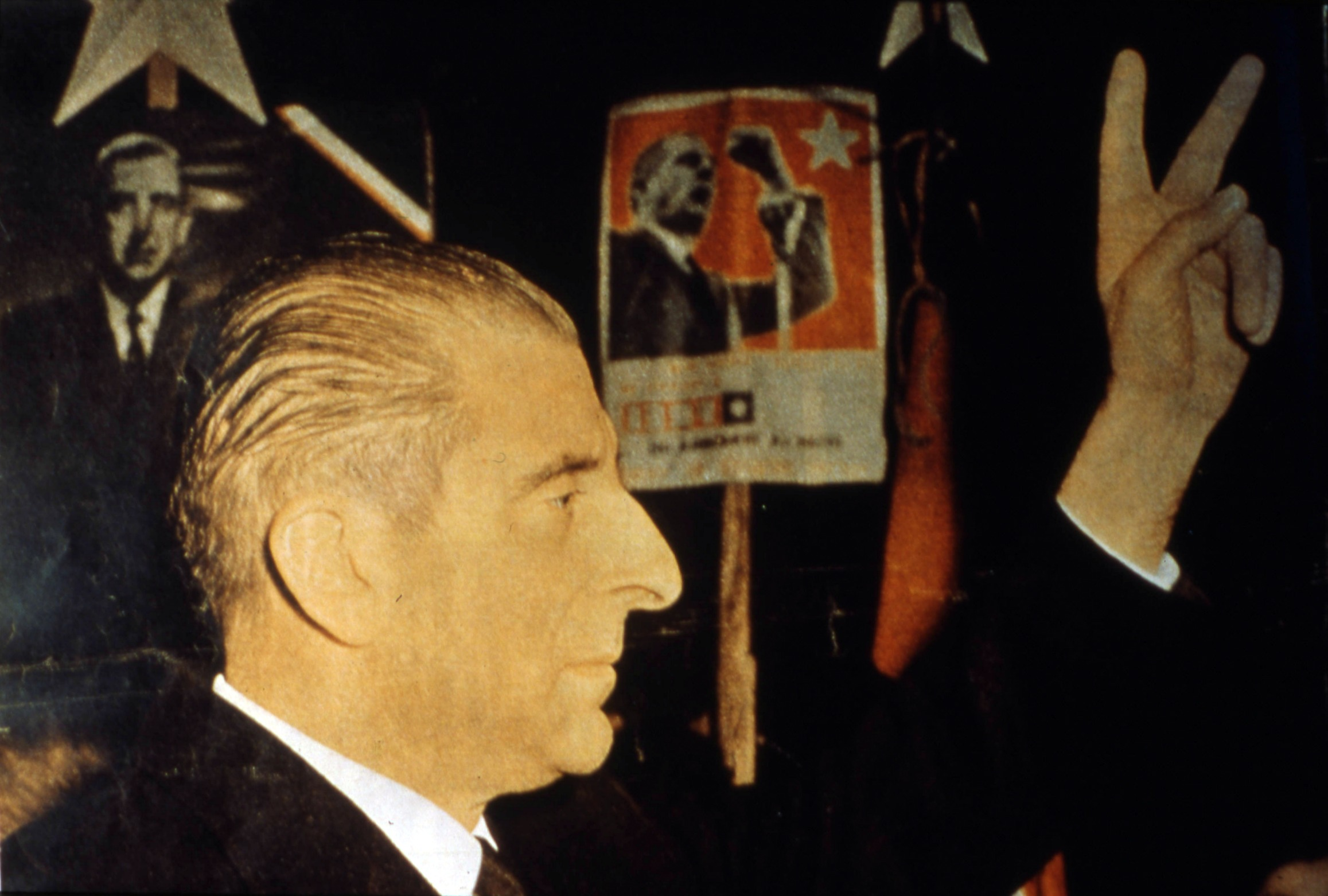
Eduardo Frei Montalva durante la campaña presidencial de 1964.

Primero en 1928 ingresó a estudiar derecho en la Universidad Católica gracias a una beca conseguida por su madre con el rector Carlos Casanueva. Allí empezó a tomar posición política, uniéndose en 1929 a la Asociación Nacional de Estudiantes Católicos (Anec), de la que también formaban parte Bernardo Leighton, Radomiro Tomić, Julio Philippi, Jaime Eyzaguirre, Mario Góngora y Rafael Agustín Gumucio. Esta asociación se uniría a la Acción Católica, creando una revista, la «Revista de Estudiantes Católicos», en donde se planteaba el catolicismo a la luz de la encíclicas «Rerum Novarum», de León XIII y las del papa Pío XI.
A finales de 1933 Frei viajaría a Roma al Congreso Pax Romana representando a la juventud universitaria católica y en la cual tomaría el máximo cargo de la Confederación Iberoamericana de Estudiantes Universitarios creada en la ocasión. Allí conocería a otros jóvenes líderes latinoamericanos, entre ellos Rafael Caldera, quien con el tiempo sería elegido presidente de Venezuela.
Egresó de abogado el 27 de octubre de 1933 con su tesis «El régimen del asalariado y su posible abolición», recibiendo el Gran Premio de Honor, otorgado a los alumnos de estudios brillantes y actuación universitaria ejemplar. El texto recoge temáticas, como la «copropiedad de las empresas» y el «accionariado obrero», que sólo años después serían temas de actualidad.
El 27 de abril de 1935 contrajo matrimonio con María Ruiz-Tagle, con la quien tendría siete hijos (Irene, Carmen, Isabel, Mónica, Eduardo, Jorge y Francisco Javier), estableciendo su residencia en Iquique hasta 1937, año en que regresaron a Santiago. En Iquique, se dedicó al periodismo y llegó a ser director del diario El Tarapacá. Durante esta estadía en el norte de Chile además escribiría su libro Chile desconocido.

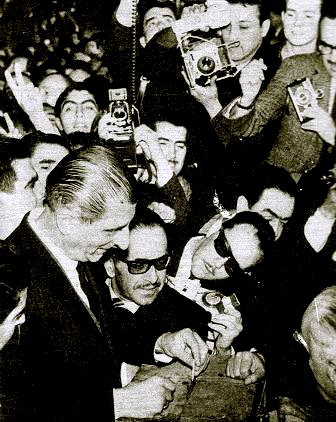
Eduardo Frei Montalva emitiendo su voto para la elección presidencial de 1964.

En 1935 ingresó al Partido Conservador y en él formó parte del grupo que fundó en 1936 la Falange Nacional, germen del Partido Demócrata Cristiano, movimiento que estaba inspirado principalmente en la doctrina social de la Iglesia católica y las enseñanzas del filósofo francés Jacques Maritain, a quien Frei conocería personalmente.
En Santiago, ejerció como abogado y como profesor de la cátedra de Derecho del Trabajo en la Universidad Católica, además de ser redactor del conservador Diario Ilustrado.
En 1938 la Falange Nacional se separó definitivamente del Partido Conservador, llegando Frei a ser presidente de aquella en 1941, 1943 y 1945.
Durante la presidencia del radical Juan Antonio Ríos fue ministro de Obras Públicas y Vías de Comunicación, el primer cargo de importancia al que accedía la Falange Nacional, pero renunció a él como protesta por los hechos que culminaron con la Masacre de la Plaza Bulnes, el 28 de enero de 1946. Para esa fecha se encontraba en el Palacio de La Moneda el vicepresidente del renunciado Presidente Ríos, Alfredo Duhalde.

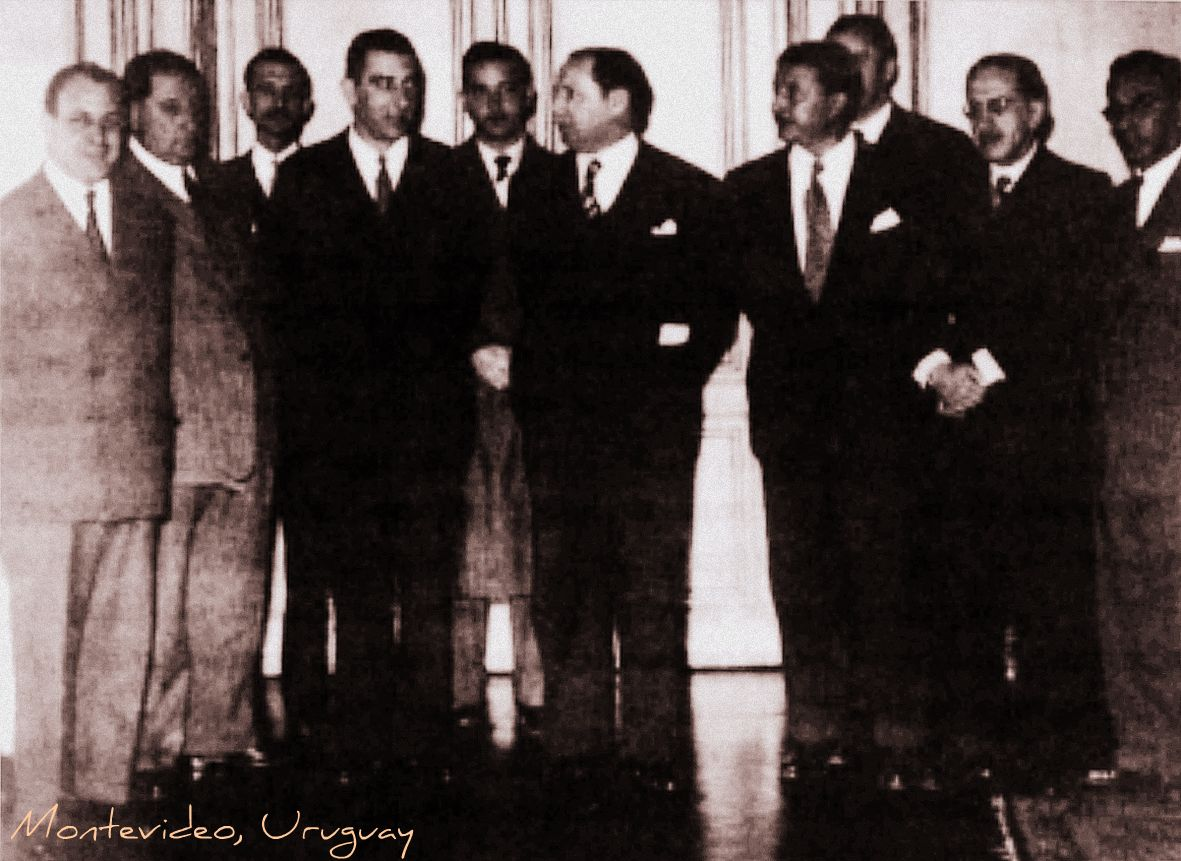
Fundación de la ODCA en 1947.

El 23 de abril de 1947, durante una reunión en Montevideo, Uruguay, a la que asistieron las principales figuras políticas de Argentina, Brasil, Chile y Uruguay que coincidían en la necesidad de crear una organización internacional de demócratas cristianos se fundó la Organización Demócrata Cristiana de América. Representantes de Bolivia y Perú también adhirieron –a través de notas escritas- al nuevo organismo. En el encuentro, fue creada una directiva con la misión de organizar la “sección internacional” del movimiento, integrada por Manuel Vicente Ordóñez, de Argentina;  Trisao de Ataide, de Brasil; Eduardo Frei Montalva, de Chile; y Dardo Regules, de Uruguay. La Declaración de Montevideo, 23 de abril de 1947, fijó como objetivo:

...““fundar un  movimiento supranacional de bases y denominaciones comunes que tiene por finalidad promover, por medio del estudio y la acción, una verdadera democracia política, económica y cultural, sobre el fundamento de los principios del humanismo cristiano, dentro de los métodos de libertad, respeto a la persona humana y desenvolvimiento del espíritu de comunidad y contra los peligros  totalitarios…”. (DECLARACIÓN DE MONTEVIDEO, 23 DE ABRIL DE 1947)

El 28 de julio de 1957 participó en la fundación del Partido Demócrata Cristiano, que fue producto de la unión de la Falange Nacional con el Partido Conservador Social Cristiano, grupos escindidos del Partido Conservador. Posteriormente se sumaron al PDC grupos menores como el Partido Nacional Cristiano y los denominados agrario-laboristas. Eduardo Frei se convirtió en el líder natural del partido, aunque no ejerciera la presidencia de este.
Fue elegido senador en varias oportunidades: 2.ª agrupación provincial (Atacama y Coquimbo, donde había ganado gran popularidad por sus obras como ministro) 1949-1957, y 4.ª Agrupación Provincial (Santiago) 1957-1965 y 1973-1981. Durante su periodo legislativo integró la Comisión Permanente de Hacienda y Presupuestos; y la de Obras Públicas y Vías de Comunicación y la Comisión Mixta de Presupuesto. Fue reemplazante en la Comisión Permanente de Higiene, Salubridad y Asistencia Pública.
Este último periodo no pudo completarlo al ser disuelto el Congreso Nacional por la dictadura militar.
Se presentó como candidato en las elecciones presidenciales de 1958 obteniendo 254 233 votos (20,7 % de los votos válidamente emitidos) y el tercer lugar en la elección que ganó Jorge Alessandri y en la que resultó segundo Salvador Allende.

## Presidencia (1964-1970)

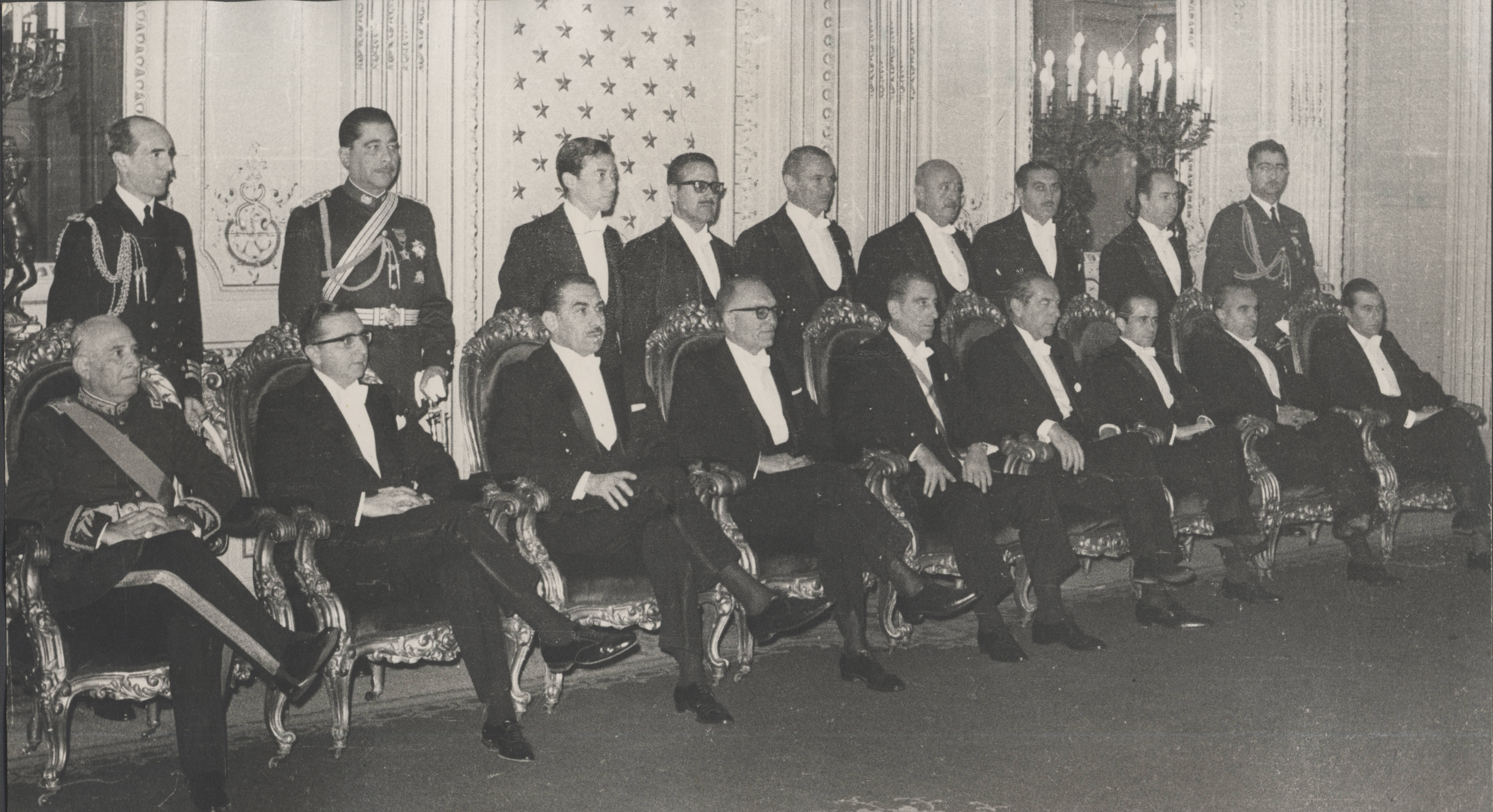
Frei junto a sus ministros.

Presentado nuevamente en la elección de 1964 por la Democracia Cristiana, superó ampliamente los esquemas partidarios y atrajo a gran parte de la juventud del país con sus ideales humanistas, a lo que se agregó el apoyo incondicional que le entregó la derecha, que abandonó a su candidato Julio Durán y decidió apoyarlo para impedir un posible triunfo de Salvador Allende.
Esto le permitió obtener la mayoría absoluta de los sufragios (que desde Juan Antonio Ríos no se había dado) en la elección con el 56,09 %, y la posibilidad de gobernar con la DC solos todo el sexenio, pues el empuje de su campaña y el lema «un parlamento para Frei» le permitió conseguir el 42,3 % de los votos en las parlamentarias de seis meses después.
La elección de Frei fue vista con interés en todas partes del mundo, pues se trataba de un experimento político muy prometedor, que podía ser la opción al capitalismo y al socialismo, en plena Guerra Fría. En este contexto mundial, la influencia de Estados Unidos sobre Latinoamérica se hizo presente también para evitar la eventual elección del candidato Socialista Salvador Allende. Así, Estados Unidos, a través de la CIA, financió más de la mitad de la campaña de Eduardo Frei Montalva en 1964, sin que él lo supiera.

### Programa social

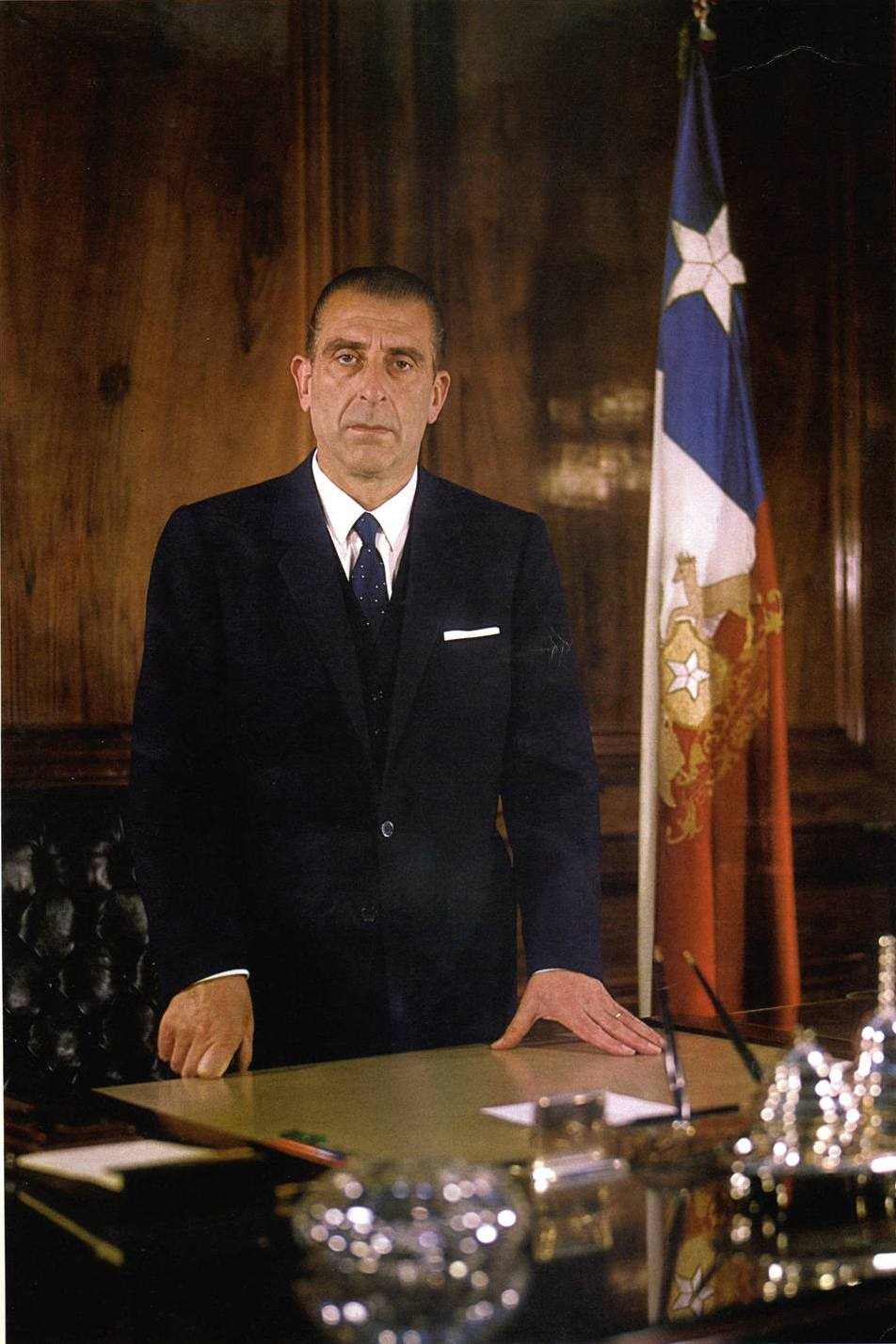
Frei en su despacho en La Moneda (1964).

Su programa «Revolución en Libertad» planteaba una reforma estructural del país a través de la creación de cooperativas y nuevas organizaciones sociales como juntas de vecinos, centros juveniles, centros de madres entre otros. Se trataba de la «Promoción Popular» (Ley 16.880): crear organizaciones de base capaces de enfrentar los problemas con lo que se pretendía mejorar las condiciones de vida de los sectores marginales. Los cambios no se realizarían desde el Estado sino desde la comunidad misma. Por ello el gobierno de Frei Montalva dio especial impulso al sindicalismo y a la educación. El programa estuvo influenciado por el sacerdote jesuita Roger Vekemans.
Se creó la Consejería Nacional de Promoción Popular que, contra el deseo de Frei Montalva no pudo ser ministerio, aunque tuvo tanta importancia como si lo hubiese sido.
Creó el Ministerio de Vivienda y se construyeron cerca de 130 000 casas económicas. Con ello se buscaba paliar el déficit habitacional creado por el aumento de la población. En seguridad social, dictó la Ley 16.744, que creó el Seguro de Accidentes del Trabajo y Enfermedades Profesionales.
En salud se construyeron 56 nuevos establecimientos hospitalarios, lo que significó duplicar el número de camas.
En educación promulgó la Reforma Educacional, cuyo objetivo fundamental era crear la posibilidad que todos pudieran acceder a la educación y permanecer en ella independientemente del nivel socioeconómico que tuvieran.
Para alcanzar estas metas se construyeron 3000 nuevas escuelas a lo largo de todo el país, se creó el uniforme escolar igual para todos, se amplió la enseñanza básica a ocho años, se duplicó la matrícula en enseñanza básica y se triplicó en la científico-humanista. Uno de sus logros fue la fuerte reducción del analfabetismo.
Se promulgó también la Ley de Guarderías Infantiles para atender a una población de un millón y medio de niños entre uno y seis años.
En alimentación suplementaria se aumentó en más de un 80 % la entrega de leche en el programa materno; la mortalidad general bajó de un 11 por mil al año a un 8 por mil, y la mortalidad infantil de un 103 por mil a un 79 por mil.
En el campo laboral, la sindicalización tuvo un crecimiento extraordinario: de 270 000 a 550 000 personas.

### Infraestructura e industria
En obras públicas e industria pavimentó la Carretera Panamericana entre Arica y Puerto Montt, se pusieron en marcha las obras del Metro de Santiago, el túnel Lo Prado y la primera etapa del Aeropuerto Pudahuel, obras que dotaron al país de importante infraestructura en el área del transporte.
En el periodo aumentó la potencia eléctrica instalada en más de un 50 %, se nacionalizó la Compañía Chilena de Electricidad, se elevó la refinación de petróleo en un 1 %, se creó la Comisión Chilena de Energía Nuclear (Cchen), se alcanzó a instalar la mayor parte de la red troncal de telecomunicaciones entre Arica y Punta Arenas, se adquirió a través de la Corporación de Fomento de la Producción (Corfo) el 51 % de la Compañía de Teléfonos de Chile (CTC), se creó la Televisión Nacional de Chile y se extendió su red a todo el país.
En cuanto al desarrollo industrial, en materia siderúrgica se hicieron inversiones para ampliar la capacidad productiva de Huachipato de 620.000 toneladas de acero al año a un millón de toneladas; se dio especial importancia a la industria petroquímica con la instalación de seis plantas de diferentes productos en Concepción.
En el campo institucional, se creó la Oficina de Planificación Nacional (ODEPLAN), actual Ministerio de Desarrollo Social.

### Reformas económicas

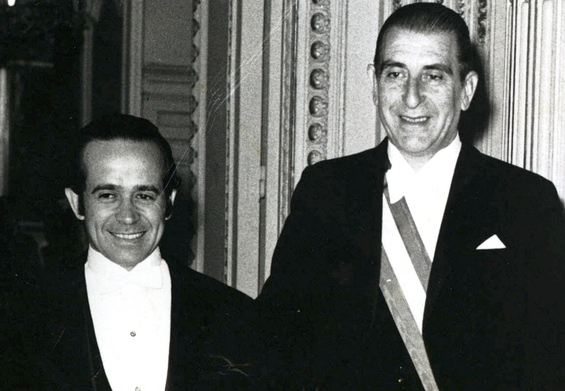
Eduardo Frei Montalva junto a su último ministro de Hacienda, Andrés Zaldívar Larraín.

Un aspecto esencial del gobierno de Frei Montalva fue la puesta en marcha de la Reforma Agraria, ya iniciada bajo la administración de Jorge Alessandri Rodríguez, pero considerada incompleta.
Su fin era «dar acceso a la propiedad de la tierra a quienes la trabajan, aumentar la producción agropecuaria y la productividad del suelo». Se promulgaron en 1967 dos leyes, la Ley de Sindicalización Campesina y la Ley de Reforma Agraria. Esta última permitía la expropiación de la tierra cuando un predio agrícola era de extensión excesiva, había abandono, mala explotación o fragmentación excesiva de la tierra.
Mediante el texto pudieron ser expropiados 1300 fundos con una superficie de 3,5 millones de hectáreas, lo que permitió construir más de mil asentamientos, que significaron beneficiar a más de 30 000 personas.
Finalmente, entró en vigor la «Chilenización del cobre». Debido a que este mineral constituía la principal riqueza del país y la primera fuente de divisas, se consideró fundamental que el Estado adquiriera su propiedad. Frei mismo lo consideraba la viga maestra de la economía chilena.
A través de dos negociaciones sucesivas, la «Chilenización» (1965) y la «nacionalización pactada» (1969), el Estado adquirió importantes participaciones en las grandes minas de capitales estadounidenses. Junto con eso, el Estado obtuvo de las empresas estadounidenses la concesión de un amplio plan de inversiones para aumentar la producción del cobre. A su vez, se acrecentó la capacidad de refinar el cobre en Chile (de 390 000 toneladas en 1965 a 750 000 en 1970) y el control de la comercialización a través de la Corporación Nacional del Cobre de Chile, (Codelco).
En concreto, el Estado compró el 51 % de El Teniente, el 30 % de Andina, el 25 % de La Exótica y el 51 % de Chuquicamata, Salvador y Potrerillos (estos tres últimos a Anaconda Copper) propiedad de las familias Rockefeller y Rothschilds.
Durante su gobierno se creó la Unidad de Fomento que para ese momento se calculaba trimestralmente y que partió costando 100 escudos.

### Política exterior

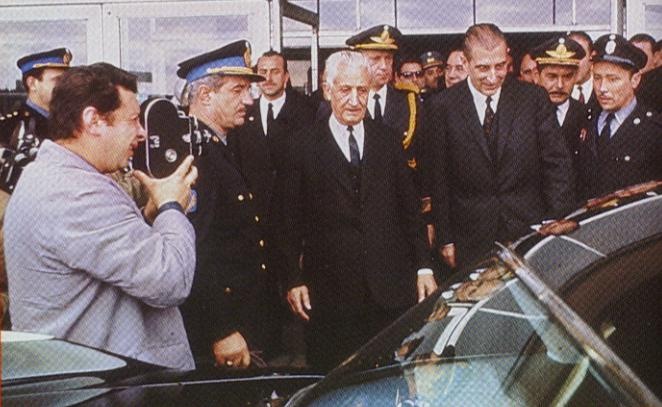
Eduardo Frei Montalva es recibido en visita de Estado a Argentina por el presidente de aquella nación, Arturo Illia.

Durante el año 1965, ocurrió el incidente de disputa de la laguna del Desierto, en donde el presidente Eduardo Frei Montalva tuvo un papel muy débil frente a la disputa argentina, lo cual terminó con el avance de la Gendarmería Argentina sobre dicho territorio, con la posterior pérdida tras el arbitraje del año 1991 bajo el gobierno de Patricio Aylwin.
Se definió, en 1966, el límite en la zona de Palena (comuna) donde había divergencias entre Chile y Argentina. El arbitraje de S.M. Británica expidió un fallo que fue aceptado por ambos países, donde el fallo británico favoreció a Argentina.
Además, realizó viajes a Europa y América y recibió las visitas del Presidente de Francia, Charles de Gaulle, y en noviembre de 1968 durante una semana la Reina Isabel II y el Príncipe Felipe.
Asimismo, mantuvo relaciones con todos los países, incluyendo la Unión Soviética y sus satélites. No pudo viajar a los Estados Unidos porque el Congreso Nacional le negó el permiso que la Constitución hacía necesario.
Después de la invasión de las tropas del Pacto de Varsovia a Checoslovaquia, Eduardo Frei Montalva envió un vuelo especial para traer los refugiados de varios campos Europeos a Chile (la mayoría de los refugiados continuó a los Estados Unidos porque su sucesor Salvador Allende ladinamente prometió a devolverlos a Checoslovaquia).
Posteriormente, visitó Argentina, Brasil, Colombia, Ecuador, Perú y Venezuela, lo que contribuyó a fortalecer el Pacto Andino.

### Tensión con los militares

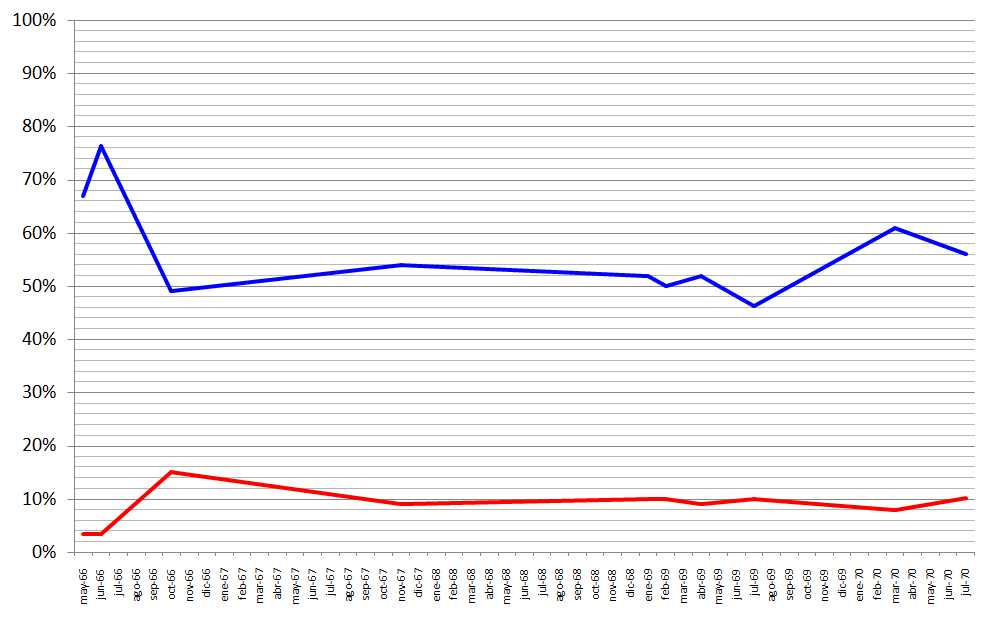
Niveles de aprobación (azul) y desaprobación (rojo) de Eduardo Frei, según las encuestas de Eduardo Hamuy.

Antes de finalizar su mandato, Frei debió enfrentar un hecho de armas de relevancia que tensionó sus últimos meses: el llamado «tacnazo», el cual finalmente no pasó a mayores. Este fue un fallido golpe de Estado que ocurrió el 21 de octubre de 1969, donde un grupo de oficiales liderados por el general Roberto Viaux, se acuarteló en el Regimiento Tacna de la capital para exigir mejoras salariales y profesionales para el Ejército de Chile.

### Imagen pública
El sociólogo Eduardo Hamuy realizó diez encuestas de opinión pública durante el gobierno de Eduardo Frei Montalva en el Gran Santiago —mayo, junio y octubre de 1966; noviembre de 1967; enero, febrero, abril y julio de 1969; y marzo y julio de 1970—. La aprobación de Frei tuvo su punto máximo en junio de 1966 (76,4 %) y su punto más bajo en julio de 1969 (46,2 %), mientras que su desaprobación nunca superó el 15 %

## Oposición a Allende

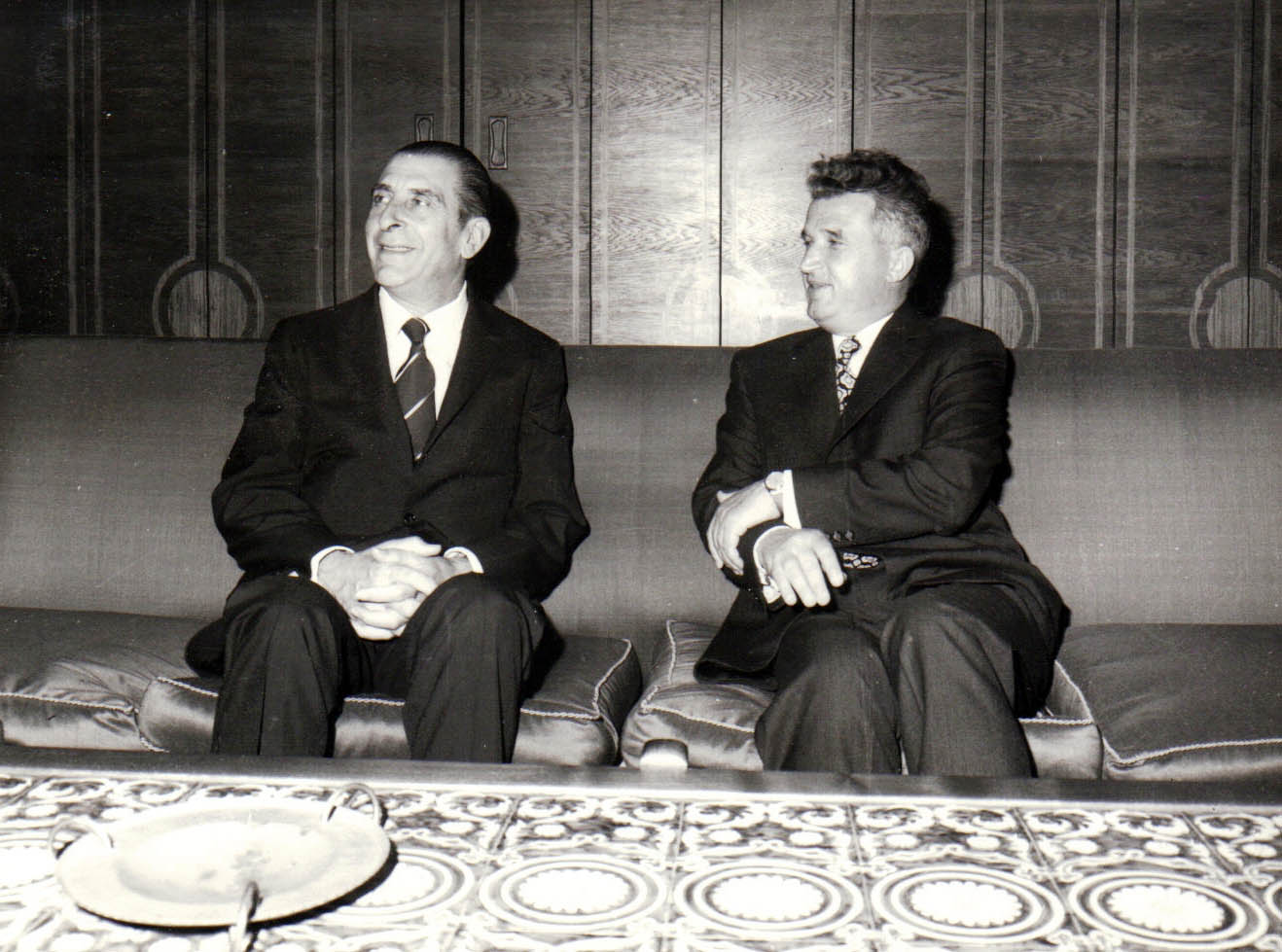
La recepción de Eduardo Frei Montalva, líder del Partido Demócrata Cristiano de Chile, en la casa de Nicolae Ceaușescu (30 de junio de 1972)

La elección presidencial de 1970 dio la victoria al candidato del Partido Socialista (PS) Salvador Allende. Mientras tanto, el candidato de la Democracia Cristiana, Radomiro Tomić, sólo obtuvo 27% de los votos, lo que se constituyó en toda una derrota para el partido.
Allende obtuvo la victoria por mayoría simple y, por tanto, necesitaba ser ratificado por el congreso pleno. Frei estaba convencido de que un gobierno del médico Allende le haría daño al país. Esta posición fue aprovechada por sectores de derecha que deseaban impedir que Allende alcanzara el poder, los cuales le propusieron a Frei que si la Democracia Cristiana apoyaba la elección de Alessandri en el Congreso, este renunciaría y se realizarían nuevas elecciones, en donde Frei sería el candidato de la Democracia Cristiana y de la derecha.
Frei no compartía disposición de Radomiro Tomic a apoyar la investidura de Allende como presidente. El 8 de septiembre convocó a los comandantes en jefe de las tres ramas de las Fuerzas Armadas, al director general de Carabineros y a Carlos Prats. En esta reunión les aseguró que con la investidura de Allende se implantaría un régimen marxista.
Además, en aquellos días de septiembre de 1970, solicitó ayuda estadounidense para evitar que Allende llegara a ser investido. Para ello se reunió con John Richardson, Secretario de Estado Adjunto para Educación y Cultura, y con el entonces embajador de Estados Unidos en Chile, Edward Korry.
En una entrevista concedida en 1996, Edward Korry se refirió a aquella reunión con Frei en los siguientes términos:

Tomé apuntes de toda la reunión. Entonces fue cuando el Presidente Frei le pidió al señor Richardson, que volvía a Washington: "¿Puede usted transmitir un mensaje personal al Presidente Nixon?" Richardson dijo que sí, que lo podía hacer. Y vino el mensaje: "Las probabilidades son de cincuenta a uno de que la presidencia de Allende significará en Chile un gobierno como el que hay en Cuba". Yo estaba traduciendo, créanme o no, para el señor Richardson, e intervine al instante: "¿Usted, por medio de este mensaje, está solicitando a EE.UU. algún tipo de acción?". Porque era como hacer señales con una bandera roja. Y escribí en mi cable a Washington que el Presidente Frei, al enviar este mensaje, quería que nosotros tomáramos esa decisión, y que yo estaba ciento por ciento en contra de ello. Por eso le pregunté al Presidente Frei, y así lo puse en el cable: "¿Quiere usted que EE.UU. haga algo específico?" Respondió: "No, nada, excepto propaganda". Mandé el cable a Washington resumiendo toda la conversación, dirigiéndolo a Nixon, a Kissinger y a todos los demás. Así fueron las cosas. Entonces la Casa Blanca y Kissinger decidieron usar a la CIA y proseguir con una intriga de tipo caribeña.

Tras la entrega de mando, Frei se alejó de la primera línea política, para regresar de Europa en junio de 1971, tras el asesinato de su exministro del interior, Edmundo Pérez Zujovic, por el grupo de izquierda Vanguardia Organizada del Pueblo (VOP), justificándose en la responsabilidad del exministro en la Masacre de Puerto Montt, lo que enterró cualquier posibilidad de entendimiento entre la Unidad Popular y la DC.
Así, el partido se posicionó junto al Partido Nacional en la Confederación de la Democracia (CODE), para hacer oposición al gobierno, transformándose Frei en uno de los símbolos de la oposición.
A pesar de su férrea oposición a Allende, este y su mujer, Hortensia Bussi, enviaron a Eduardo Frei una corona de flores con motivo del fallecimiento de su madre, Victoria Montalva, en octubre de 1972. El 19 de octubre Frei respondió a Allende con una carta en la que se dirigía a él como "estimado Presidente y amigo" y le expresaba su "gratitud más profunda".
En las elecciones parlamentarias de 1973, donde se buscaban dos tercios de los votos para destituir al Presidente, Frei fue elegido por primera mayoría senador por Santiago. Sin embargo, la crisis política imperante no tuvo una solución pacífica y se desencadenó un golpe de Estado, el cual propició. En efecto, el 6 de julio de 1973, el entonces Presidente del Senado, Eduardo Frei se reunió con la directiva de la Sociedad de Fomento Fabril (SOFOFA).  En dicha reunión, la directiva de la organización empresarial chilena le planteó al líder de la oposición al gobierno de Allende que "el país estaba desintegrándose y que si no se adoptaban urgentes medidas rectificatorias fatalmente se caería en una cruenta dictadura marxista, a la cubana". La respuesta de Eduardo Frei fue clara y reveladora: "Nada puedo hacer yo, ni el Congreso ni ningún civil. Desgraciadamente, este problema sólo se arregla con fusiles... les aconsejo plantear crudamente sus aprensiones, las que comparto plenamente, a los comandantes en Jefe de las Fuerzas Armadas, ojala hoy mismo". 

## Apoyo inicial al golpe de Estado y posterior rechazo a la dictadura militar

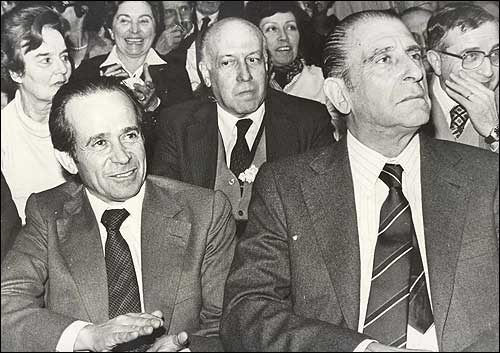
Eduardo Frei Montalva junto a Andrés Zaldívar en el Caupolicanazo, acto en el Teatro Caupolicán llamando a votar No en el plebiscito de 1980.

En sus memorias, el democratacristiano Gabriel Valdés, exministro de Relaciones Exteriores en el gobierno de Frei, dejó constancia de la siguiente conversación mantenida con este a finales de julio de 1973:

Me pidió que habláramos en la calle, frente a su casa, porque temía ser grabado. Con congoja me explicó que tenía tres coroneles que le avisarían del golpe de Estado y ya había recibido aviso de dos de ellos. Me expresó que era una tragedia para Chile, pero era inevitable el colapso de Allende.

La mañana del 11 de septiembre de 1973 Frei llamó por teléfono en tres oportunidades a Pinochet, poniéndose a su disposición en lo que lo necesitara, pero Pinochet derivó la llamada con un subalterno, sin contestarle. Frei no hizo declaraciones públicas inmediatamente después del golpe de Estado, si bien acompañó a los cuatro miembros de la Junta Militar en el Te Deum celebrado en el Templo de la Gratitud Nacional el 18 de septiembre de 1973. La situación le había impactado, especialmente la muerte del presidente Salvador Allende, pero transcurridos algunos meses, justificó en el exterior la acción militar, pues había evitado al país —a su juicio— una muy probable guerra civil, tal como se creía en ese entonces por amplios sectores de la sociedad, toda vez que la mayoría de los partidos que apoyaban a Allende, fomentaban a través del discurso y de la acción revolucionaria la lucha de clases llegando a postular la necesidad del uso de la vía armada como método de acción revolucionaria, [cita requerida] para la que en definitiva demostrarían estar mal preparados.
Frei esperaba que esta intervención militar trajera rápidamente el regreso a la democracia, cosa que no ocurrió, transformándose cada día más en una dictadura personal.
Ante esta situación, se opuso a la continuidad del régimen. Durante el plebiscito nacional de 1980 para una nueva Constitución Política, participó en el Caupolicanazo, único acto masivo opositor autorizado por el gobierno, en el Teatro Caupolicán, en el que llamó al retorno a la democracia.
Tanto Aylwin como Eduardo Frei en sendos documentos —como la famosa carta a Mariano Rumor, primer ministro italiano y presidente mundial de la DC; y en una entrevista al diario español ABC, titulada «Los militares han salvado a Chile»— defendieron el golpe militar que «sacaría al país del caos y evitaría que cayera bajo una tiranía comunista».
De acuerdo al Libro blanco del cambio de gobierno en Chile, Frei Montalva, luego del golpe militar del año 1973, exigió que se le entregara a él el cargo de presidente de la República, solicitud que no habría sido acogida por los militares. Después se comprobó que era una injuria en su contra.[cita requerida]
Aunque finalmente la Constitución de 1980 sería aprobada, Eduardo Frei regresaba a la política activa y se convertía en uno de los principales líderes de la oposición a la figura del dictador Augusto Pinochet.

## Muerte e investigación por homicidio

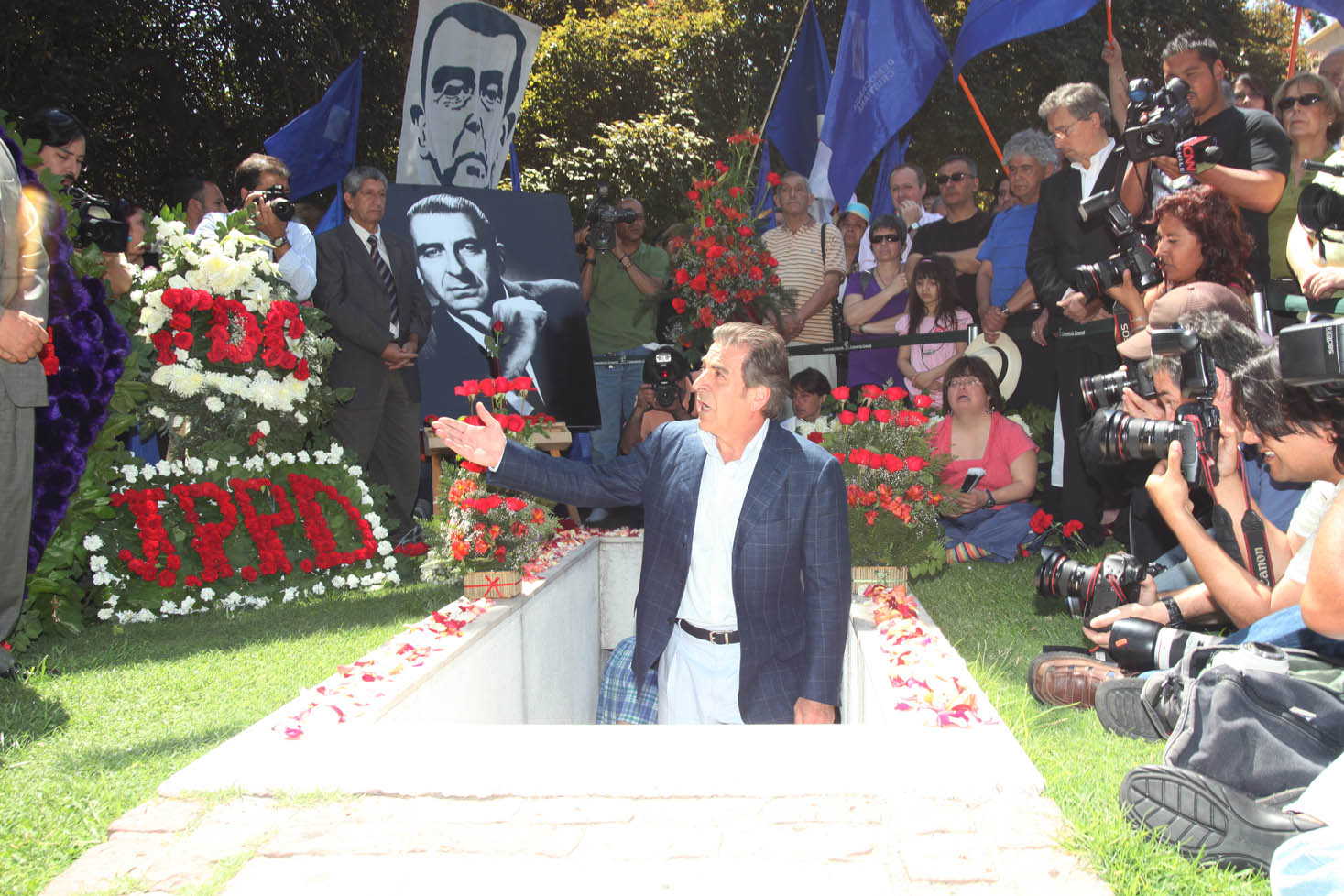
Eduardo Frei Ruiz-Tagle, hijo de Frei Montalva, en la romería realizada en la tumba de este en 2009.

En diciembre de 1981, Frei se sometió a una cirugía de carácter simple, para extirpar una hernia al hiato, en la Clínica Santa María de Santiago. Sin embargo, días después de su intervención su condición empeoró drásticamente y falleció, de manera inesperada, a las 17 horas del viernes 22 de enero de 1982, a la edad de 71 años.
Oficialmente, el deceso se habría producido por una infección bacteriana que habría originado una peritonitis aguda y un posterior shock séptico, mas su muerte originó sospechas de asesinato desde su inicio. Según su familia, se habría convertido en un importante foco de preocupación para la dictadura militar de Augusto Pinochet, al erigirse como uno de los principales líderes de la oposición, hasta ese momento principalmente clandestina.[cita requerida]
La sospecha de intervención de terceros quedó latente en algunos miembros de la familia Frei y en muchos otros.  Pero no hubo pruebas hasta que en 2006 se exhumó el cadáver y se encontraron supuestos rastros de mostaza sulfúrica y talio en los restos examinados.
Estas pruebas luego fueron desacreditadas por el diario La Segunda, que se contactó con la Universidad de Gante (que supuestamente había encontrado los rastros de gas mostaza). Al hablar con el jefe de Comunicaciones de la casa de estudios, éste aseveró que ningún laboratorio suyo había emitido ningún informe sobre el tema.
En 2013 la justicia chilena encontró restos de sarín en el cuerpo del expresidente.
En agosto de 2017 la justicia civil a cargo del juez Alejandro Madrid acusó a los 6 procesados y confirmó que el expresidente fue asesinado. El 11 de septiembre de ese año y en el acto conmemorativo al golpe militar la entonces presidenta Michelle Bachelet lo mencionó como el primer mandatario chileno asesinado.
El 30 de enero de 2019, en un fallo de 811 páginas, el juez Alejandro Madrid ratificó que su muerte fue un homicidio simple. Se condenó por el delito de homicidio a seis procesados: Patricio Silva Garín (médico), Luis Becerra Arancibia (chofer personal de Frei), Raúl Lillo Gutiérrez (exagente civil de la CNI), Pedro Valdivia Soto (médico), Helmar Rosenberg Gómez (tanatólogo) y Sergio González Bombardiere (tanatólogo). El médico Patricio Silva Garín, en su calidad de autor, fue condenado a una pena de 10 años de cárcel.
El 25 de enero de 2021, en un fallo de 97 páginas, la Corte de Apelaciones revocó el fallo del juez Alejandro Madrid y absolvió a todos los implicados y condenados por el juez Madrid, indicando que no hubo homicidio en la intervención quirúrgica a la que fue sometido en su momento.
La Corte Suprema durante el 18 de agosto de 2023 dicta la sentencia definitica y absuelve a todos los condenados por la muerte del Presidente Frei, estableciendo que no existen antecedentes que permitan probar un homicidio y eventuales maniobras para ocultar un envenenamiento.

## Distinciones y condecoraciones

### Condecoraciones nacionales
- Gran Maestro de la Orden de Bernardo O'Higgins (1964-1970).
- Gran Maestro de la Orden al Mérito de Chile (1964-1970).
- Premio Municipal de Literatura de Santiago (junto a Jaime Castillo Velasco, 1956).[29]
- Declarado «hijo ilustre» y distinguido con el Ancla de Oro de Antofagasta (1965).[30]

### Condecoraciones extranjeras[31]
- Caballero Gran Cruz honorario de la Orden del Baño ( Reino Unido).
- Caballero con Collar de la Orden de Pío IX ( Santa Sede).
- Caballero Gran Cruz de la Legión de Honor ( Francia).
- Gran Cordón de la Orden de Leopoldo ( Bélgica).
- Clase especial de la Gran Cruz de la Orden del Mérito de la República Federal de Alemania ( Alemania Occidental).
- Caballero Gran Cruz de la Orden de San Olaf ( Noruega).[5]
- Caballero de Gran Cruz adornada con el Gran Cordón de la Orden al Mérito de la República Italiana ( Italia, 1965).
- Collar de la Orden del Libertador San Martín ( Argentina).
- Gran collar de la Orden de la Cruz del Sur ( Brasil).
- Gran Cruz de la Orden El Sol del Perú ( Perú).
- Collar de la Orden Nacional al Mérito ( Ecuador).
- Gran Collar de la Orden del Libertador ( Venezuela).[5]

### Doctorados Honoris Causa
- Doctor Honoris Causa por la Pontificia Universidad Católica de Chile, 1970.[32]
- Doctor Honoris Causa por la Universidad de Bolonia.[5]

### Obras públicas
Posterior a su muerte, se creó la «Fundación Eduardo Frei Montalva», en honor a su trayectoria política y como pensador humanista cristiano.
Tras el retorno a la democracia y la reapertura del Congreso Nacional, por ley N° 19.014, publicada el 17 de diciembre de 1990, se dispuso la erección de un monumentos en su memoria en Valparaíso y otro en Santiago. Por su parte, la ley N° 19.685, publicada el 22 de agosto del 2000, autorizó la erección de un monumento para honrar su memoria en la ciudad de Concepción.
- Estatua del escultor Arturo Hevia en la Plaza de la Constitución, en Santiago de Chile.
- Carretera Eduardo Frei Montalva, también conocida como Carretera del Cobre, entre Rancagua y la mina El Teniente.
- Monumento en la rotonda de la Carretera del Cobre, en Rancagua (1991).
- Parque Eduardo Frei Montalva en la comuna de La Florida.[33]

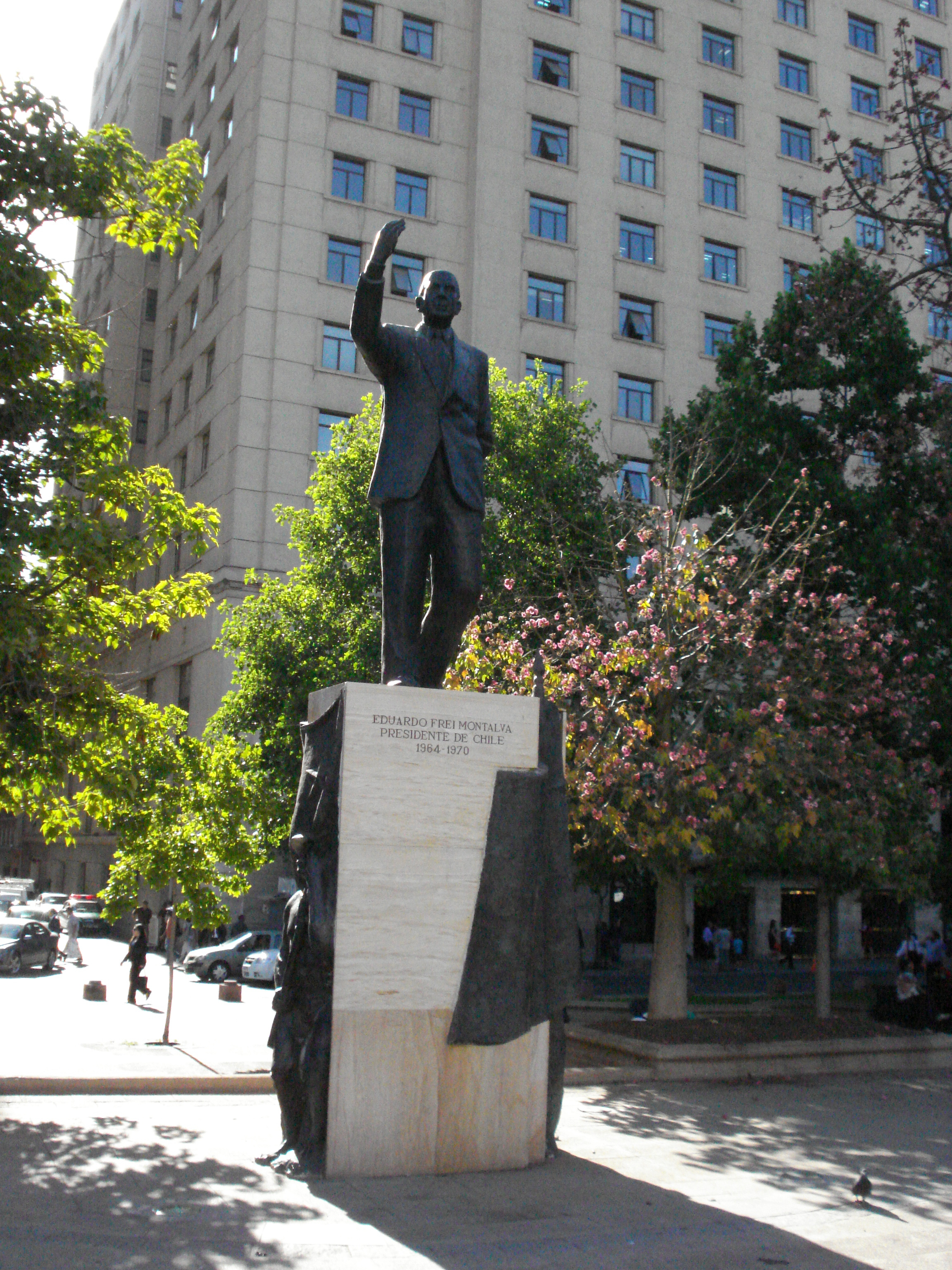
Frei Montalva por Arturo Hevia frente a La Moneda.
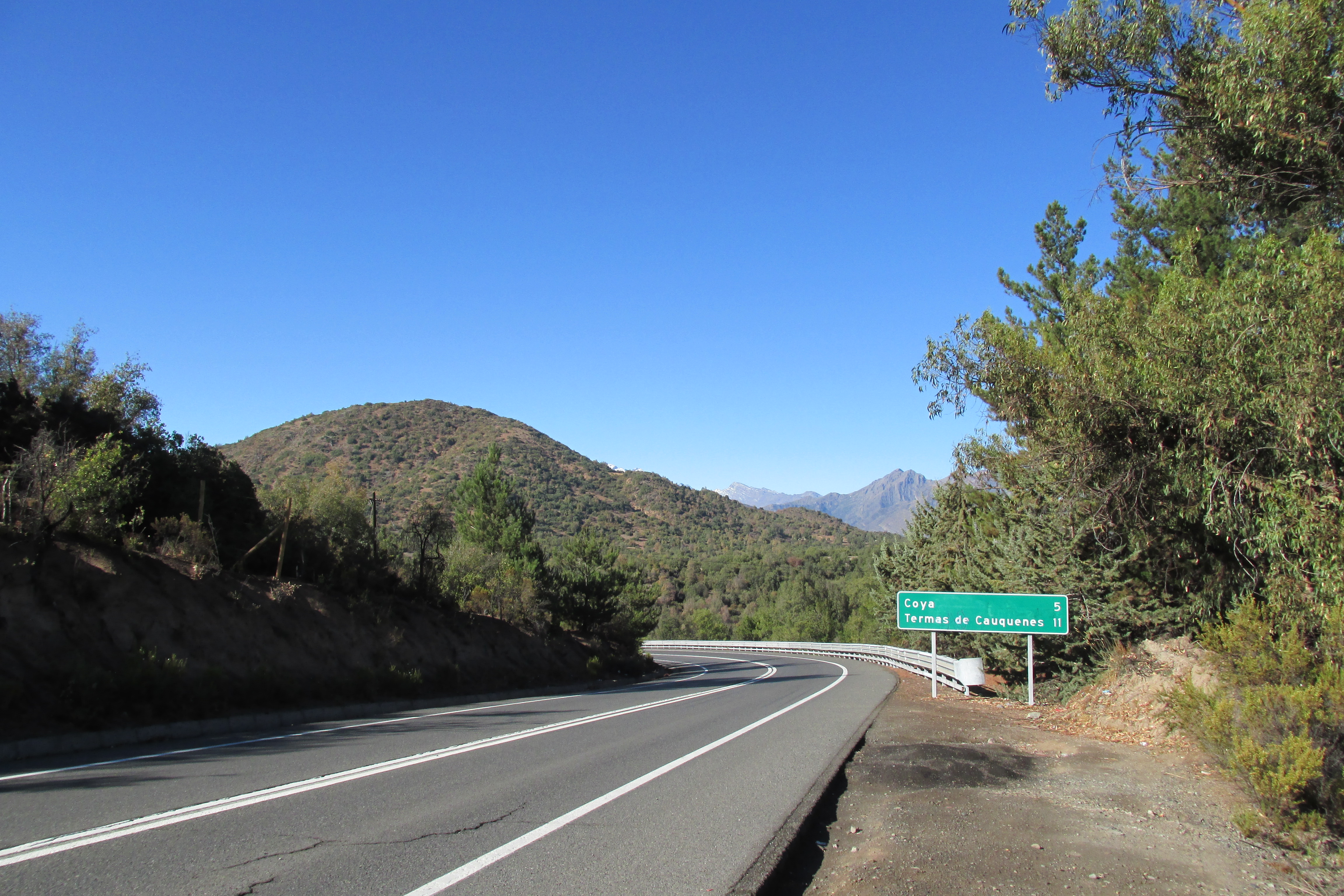
Carretera El Cobre.
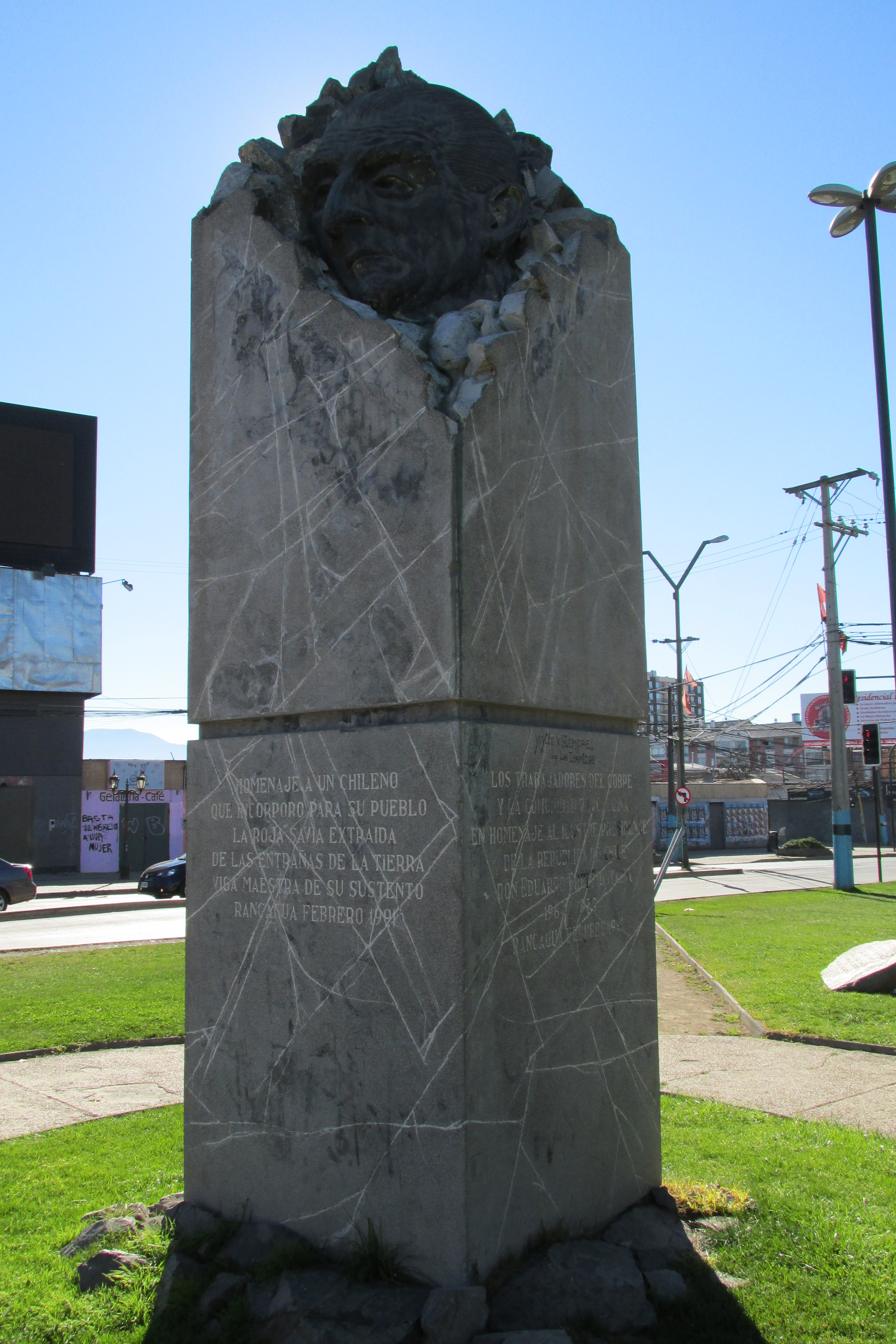
Monumento a Eduardo Frei Montalva en Rancagua.
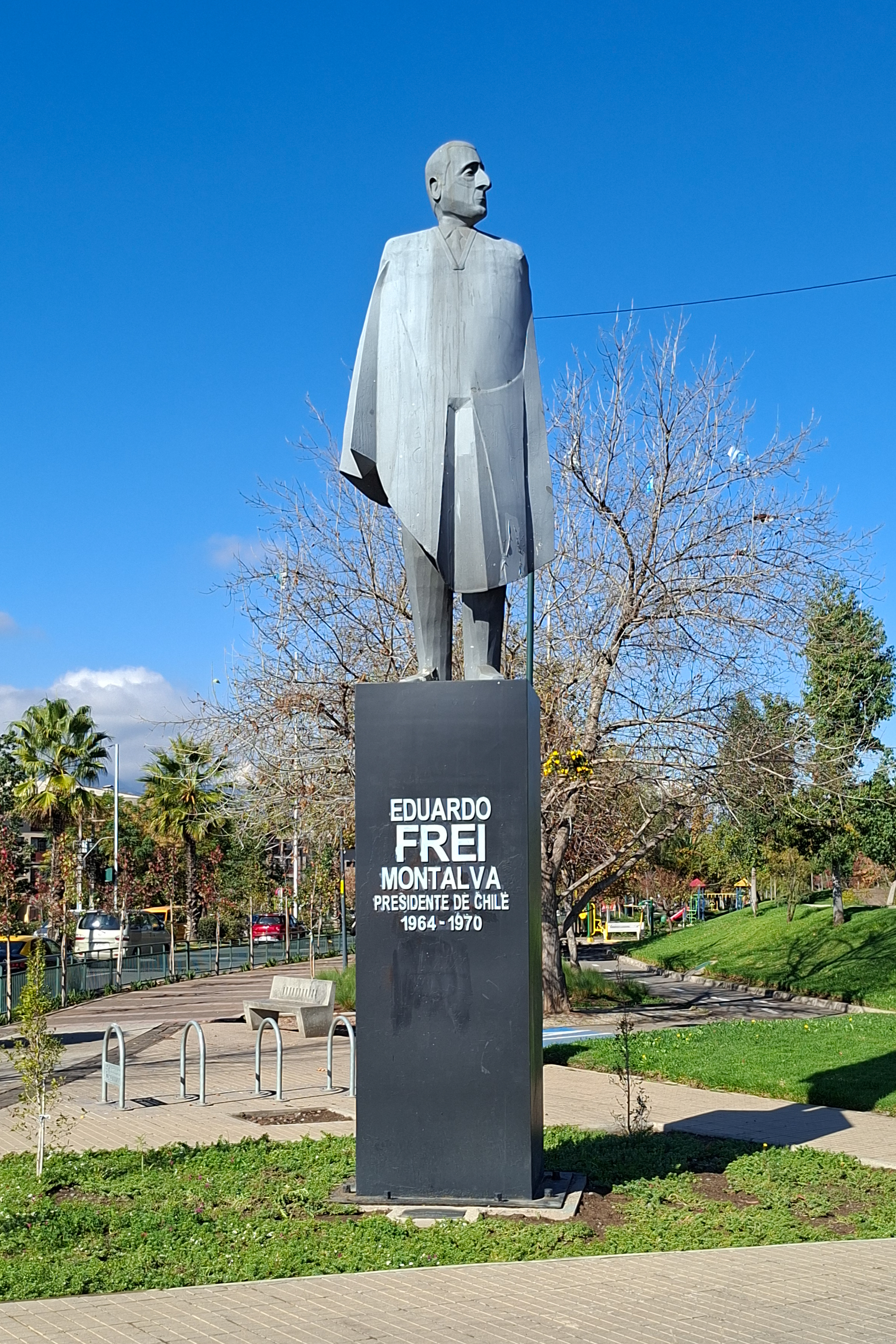
Monumento a Eduardo Frei Montalva en La Florida.

## Obra escrita
Fue autor de los siguientes libros:
- Chile desconocido (1937)
- La política y el espíritu (1940)
- Historia de los partidos políticos chilenos (en colaboración con Alberto Edwards, 1949)
- Sentido y forma de la política (1951)
- La verdad tiene su hora (1955)
- Pensamiento y acción (1956)
- Un mundo nuevo (1973)
- El mandato de la historia y las exigencias del porvenir (1975)
- América Latina: opción y esperanza (1977)
- Futura institucionalidad de la paz en Chile (1977)
- El mensaje humanista (1981)

## Historial electoral

### Elección presidencial de 1958
| Retrato | Candidato                  | Pacto                       | Partido | Votos   | %     | Resultado  |
| ------- | -------------------------- | --------------------------- | ------- | ------- | ----- | ---------- |
|         | Jorge Alessandri Rodríguez | Liberal-conservador         | Indep.  | 386 197 | 31,52 | Presidente |
|         | Salvador Allende Gossens   | Frente de Acción Popular    | PS      | 354 300 | 28.91 |            |
|         | Eduardo Frei Montalva      | Partido Demócrata Cristiano | DC      | 254 233 | 20,75 |            |
|         | Luis Bossay Leiva          | Partido Radical             | PR      | 189 152 | 15,43 |            |
|         | Antonio Zamorano Herrera   | Indep.                      | Indep.  | 41 244  | 3,36  |            |

### Elección presidencial de 1964
|  | 56,08 % |

|  | 38,92 % |

|  | 4,98 % |

### Elecciones parlamentarias de 1973
- Candidato a senador por la 4ª Agrupación Provincial, Santiago, período 1973-1981

| Candidato                                 | Partido                    | Votos     | %       | Resultado |
| ----------------------------------------- | -------------------------- | --------- | ------- | --------- |
| A. Confederación de la Democracia         |                            |           |         |           |
| Eduardo Frei Montalva                     | PDC                        | 398 238   | 28,18 % | Senador   |
| José Musalem Saffie                       | PDC                        | 109 314   | 7,73 %  | Senador   |
| Alberto Baltra Cortés                     | PIR                        | 26 790    | 1,89 %  |           |
| Alberto Labbé Troncoso                    | PN                         | 87 165    | 6,17 %  |           |
| Sergio Onofre Jarpa Reyes                 | PN                         | 195 472   | 13,83 % | Senador   |
| Votos de Lista                            | CODE                       | 9661      | 0,68 %  |           |
| B. Unidad Popular                         |                            |           |         |           |
| Carlos Altamirano Orrego                  | PS                         | 234 232   | 16,57 % | Senador   |
| Aníbal Palma Fourcade                     | PR                         | 76 037    | 5,38 %  |           |
| Carmen Gloria Aguayo Irribarra            | MAPU                       | 21 320    | 1,51 %  |           |
| Volodia Teitelboim Volosky                | PCCh                       | 243 891   | 17,26 % | Senador   |
| Votos de Lista                            | UP                         | 11 081    | 0,78 %  |           |
| Votos válidamente emitidos                | Votos válidamente emitidos | 1 413 201 | 98,6 %  |           |
| Votos nulos                               | Votos nulos                | 15 300    | 1,07 %  |           |
| Votos en blanco                           | Votos en blanco            | 4721      | 0,33 %  |           |
| Total de votos emitidos                   | Total de votos emitidos    | 1 433 222 | 100 %   |           |
| Fuente: Dirección del Registro Electoral. |                            |           |         |           |